# Kanton Millau-Est
Der Kanton Millau-Est war von 1973 bis 2015 ein französischer Wahlkreis im Arrondissement Millau, im Département Aveyron und in der Region Midi-Pyrénées. Er umfasste drei Gemeinden und den östlichen Teil der Stadt Millau, die als Hauptort (frz.: chef-lieu) des Kantons fungierte. Die landesweiten Änderungen in der Zusammensetzung der Kantone brachten im März 2015 seine Auflösung. Vertreter im conseil général des Départements war von 2008 bis 2015 Guy Durand (PS).

## Gemeinden
| Gemeinde | Einwohner Jahr | Fläche km² | Bevölkerungsdichte | Code INSEE | Postleitzahl |
| -------- | -------------- | ---------- | ------------------ | ---------- | ------------ |
| Aguessac | 858 (2013)     | 17,64      | 49 Einw./km²       | 12002      | 12520        |
| Compeyre | 523 (2013)     | 10,36      | 50 Einw./km²       | 12070      | 12520        |
| Millau   | 22.205 (2013)  | –          | – Einw./km²        | 12145      | 12100        |
| Paulhe   | 373 (2013)     | 4,72       | 79 Einw./km²       | 12178      | 12520        |